# Shinpei Funatsu
船津 紳平 (Funatsu Shinpei)
Œuvres principales
- Monde parallèle des enquêtes de Kindaichi : Le dossier des criminels

Shinpei Funatsu (船津 紳平, Funatsu Shinpei), né le 11 avril 1989, est un dessinateur de bandes dessinées japonaises connu pour avoir dessinée le manga Monde parallèle des enquêtes de Kindaichi : Le dossier des criminels.

## Biographie
Shinpei Funatsu naît le 11 avril 1989. 
Il aime travailler avec sa radio et utilise le logiciel Crystal SAI (クリスタ SAI ()) pour numériser ses œuvres. Il utilise la tablette Wacom pour travailler.

## Principales œuvres

### Manga
- Monde parallèle des enquêtes de Kindaichi : Le dossier des criminels (金田一少年の事件簿外伝　犯人たちの事件簿, Kindaichi shōnen'no jikenbo gaiden han'nin-tachi no jiken-bo?), d'après l'œuvre de Seimaru Amagi, Yozaburo Kanari et Fumiya Sato, Kodansha, novembre 2017 à 2020, 10 volumes (en cours)[2],[3] ;
- La première logique de Tanaka (はじめての田中論理, Hajimete no Tanaka ronri?), Weekly Shōnen Magazine, 17 août 2016, 1 volume,  (ISBN 978-4-06-395744-0)[2],[3] ;
- J'aimerais avoir ma copine : Comics d'anthologie officiel (彼女、お借りします　公式アンソロジーコミック, Kanojo, okarishimasu kōshiki ansorojīkomikku?), auteurs multiples, Pocket Shōnen Magazine, 6 et 7 août 2020,  (ISBN 978-4-06-520333-0)[3] ;
- Report Soul (ルポ魂！, Rupo tamashī!?), avec Yuki Okada (ja), Weekly Shōnen Magazine, à venir, 1 volume[2],[4].

Il est à noter que le dossier des criminels a été publié sous une forme différente, chaque chapitre venant avec leur complément des enquêtes de Kindaichi d'Amagi, Sato et Kanari.